# Санто Стефано (Трст)
Санто Стефано је насеље у Италији у округу Трст, региону Фурланија-Јулијска крајина.
Према процени из 2011. у насељу је живело 62 становника. Насеље се налази на надморској висини од 249 м.